# 齋藤璃佑
齋藤 璃佑（さいとう りゅう、2004年6月16日 - ）は、日本の俳優。秋田県横手市出身。ユニバーサル ミュージック アーティスツ合同会社所属。

## 略歴
2021年、ヒーローになりたいという気持ちから芸能界に憧れ第34回『ジュノン・スーパーボーイ・コンテスト』に応募しグランプリ受賞。
2023年、ドラマストリーム『ブラザー・トラップ』でテレビドラマ初出演を果たし、俳優デビュー。高校卒業とともに上京し、2024年現在は芸能活動と大学生活を両立。大学では法学を専攻している。
2024年、スーパー戦隊シリーズ『爆上戦隊ブンブンジャー』に阿久瀬錠 / ブンブラック役で出演。

## 人物
- 特技はバスケ、スキー、イラストを描くこと[1]。
- 趣味は筋トレ、漫画（ヒーロー系から恋愛ものまで）を読むこと[1]、カードゲーム、YouTube鑑賞[8]。
- 座右の銘は「実ほど頭を垂れる稲穂かな」[6]。
- 好きな作品は三国志、『炎神戦隊ゴーオンジャー』、『仮面ライダーゴースト』[4]。
- 新聞のインタビュー記事で、目指す俳優について質問された際には光石研と遠藤憲一の名を挙げた[8]。

## 出演

### テレビドラマ
- ブラザー・トラップ（2023年1月25日 - 3月22日、TBS） - コータ 役[9]
- 真夏のシンデレラ 第2話 - 第6話・第9話（2023年7月17日 - 8月14日・9月4日、フジテレビ） - 田中和也 役
- 爆上戦隊ブンブンジャー（2024年3月3日 - 2025年2月9日、テレビ朝日） - 阿久瀬錠 / ブンブラック 役[10]
- おいハンサム!!2 第2話 - 最終話（2024年4月13日 - 5月25日、東海テレビ・フジテレビ） - 須永ノブ 役[11]
- 新東京水上警察（2025年10月7日〈予定〉 - 、フジテレビ） - 遠藤康孝 役[12]

### 映画
- 爆上戦隊ブンブンジャー 劇場BOON! プロミス・ザ・サーキット（2024年7月26日、東映） - 阿久瀬錠 / ブンブラック 役[13]

### オリジナルビデオ
- 爆上戦隊ブンブンジャーVSキングオージャー（2025年10月29日、東映ビデオ） - 阿久瀬錠 / ブンブラック 役[14]

### 舞台
- 爆上戦隊ブンブンジャーショーシリーズ第3弾 特別公演「アクセルブンブンブーン！届け、音楽の力！更なる加速、ブンブンパワー大爆走！！」（2025年1月2日 - 2月2日、シアターGロッソ） - 阿久瀬錠 / ブンブラック 役
- 爆上戦隊ブンブンジャーショーシリーズ第4弾「宇宙を越える熱き絆!爆アゲ!GロッソFINAL LAP!!」（2025年2月11日 - 3月23日　シアターGロッソ） - 阿久瀬錠 / ブンブラック 役
- 爆上戦隊ブンブンジャー ファイナルライブツアー2025（2025年3月30日、静岡市清水文化会館マリナート・大ホール / 4月5日、川商ホール(鹿児島市民文化ホール) / 4月6日、福岡サンパレス / 4月13日、仙台サンプラザホール / 4月20日、札幌文化芸術劇場 hitaru / 4月26日・27日、Niterra日本特殊陶業市民会館 / 4月29日、キッセイ文化ホール(長野県松本文化会館) / 5月10日、新潟県民会館 / 5月17日・18日、オリックス劇場）

### MV
- Hilcrhyme「ドラマ」（2024年4月24日）[15]

### 玩具
- 爆上戦隊ブンブンジャー ブンブンチェンジャー -MEMORIAL EDITION-（2025年8月）
- 爆上戦隊ブンブンジャー ブンブンチェンジアックス -MEMORIAL EDITION-（2025年10月）

## 書籍

### 写真集
- All Light!（2025年6月6日、主婦と生活社）

### 雑誌連載
- JUNON（2023年 - 、主婦と生活社）

### カレンダー
- 齋藤璃佑 2025壁掛けカレンダー（2024年10月12日、ハゴロモ）
- 齋藤璃佑 2025卓上カレンダー（2024年12月21日、ハゴロモ）

## ディスコグラフィ

### キャラクターソング
| 発売日        | 商品名                                                        | 歌 | 楽曲          | 備考                                             |
| ------------- | ------------------------------------------------------------- | --- | ------------- | ------------------------------------------------ |
| 2024年9月25日 | 爆上戦隊ブンブンジャーEP vol.3 (オリジナル・サウンドトラック) | ブンレッド/範道大也（井内悠陽）、ブンブルー/鳴田射士郎（葉山侑樹）、ブンピンク/志布戸未来（鈴木美羽）、ブンブラック/阿久瀬錠（齋藤璃佑）、ブンオレンジ/振騎玄蕃（相馬理）、さくらキッズ | 「にじ」      | 特撮テレビドラマ『爆上戦隊ブンブンジャー』関連曲 |
| 2025年1月29日 | 爆上戦隊ブンブンジャー キャラクターソングアルバム             | ブンブラック/阿久瀬錠（齋藤璃佑） | 「正しさ」    | 特撮テレビドラマ『爆上戦隊ブンブンジャー』関連曲 |
| 2025年1月29日 | 爆上戦隊ブンブンジャー キャラクターソングアルバム             | THE BUNBUNZ | 「BAKUAGE!!」 | 特撮テレビドラマ『爆上戦隊ブンブンジャー』関連曲 |

### ユニットメンバー
1. ↑  井内悠陽、葉山侑樹、鈴木美羽、齋藤璃佑、相馬理、宮澤佑